# Antiguraleus abernethyi
Antiguraleus abernethyi är en snäckart som beskrevs av Dell 1956. Antiguraleus abernethyi ingår i släktet Antiguraleus och familjen kägelsnäckor. Inga underarter finns listade i Catalogue of Life.